# Никола Куфарджиев
Никола Стоянов Куфарджиев е български политик от БКП.

## Биография
Роден е на 19 февруари 1919 година в град Самоков. Участва в комунистическото движение през Втората световна война, за което е въдворяван в концлагери и затвори. До 1951 г. е първи секретар на Околийския комитет на БКП в Самоков. От 7 юни 1951 г. е началник на Политическото управление в Министерството на земеделието. На 11 март 1954 г. е избран за подпредседател на Централния съвет на Доброволната организация за съдействие на отбраната (ДОСО). Секретар на Централния съвет на Българските професионални съюзи.
През 1960 година заедно с 6 интелектуалци критикува политиката на Тодор Живков. Той и съмишлениците му Бенжамен Варон, Веселин Дашин, Георги Милев, Христо Проданов, Илия Гатев и Иван Дионисиев са известни като Група на Куфарджиев. В резултат от писмото, което групата изпраща на 1 юни 1960 г., той е изселен в добричкото село Зърнево.